# Hu Chin
Pour les articles homonymes, voir Hu.
Dans ce nom chinois, le nom de famille, Hu, précède le nom personnel.
 (mars 2017).
Si vous disposez d'ouvrages ou d'articles de référence ou si vous connaissez des sites web de qualité traitant du thème abordé ici, merci de compléter l'article en donnant les références utiles à sa vérifiabilité et en les liant à la section « Notes et références ».
Hu Chin (chinois : 胡錦, née le 10 mars 1947) est une actrice taïwanaise ayant effectué une grande partie de sa carrière à Hong Kong.   
Comme pour beaucoup d'acteurs chinois, sa carrière alterne des films à budgets et ambitions artistiques contrastés. Elle s'est notamment illustrée dans les films « légers » de Li Han-hsiang, dans des rôles de personnages féminins délurés.

## Filmographie
- 1969 : Escape to High Danger
- 1970 : Four Moods
- 1970 : Tai Tai Hui Niang Jia
- 1971 : The Story of Ti-Ying
- 1971 : Esquire Hotel
- 1971 : The Deceiver
- 1971 : Legends of Cheating
- 1972 : The Warlord
- 1972 : Swinging World
- 1972 : The Admired Girl
- 1972 : Bandits from Shantung (en)
- 1972 : The Happiest Moment
- 1973 : Les Rats de Hong Kong (The Rats)
- 1973 : Love Is a Four Letter Word
- 1973 : Facets of Love
- 1973 : Tales of Larceny
- 1973 : Win Them All
- 1973 : L'Auberge du printemps (The Fate of Lee Khan)
- 1973 : Illicit Desire
- 1973 : Honor and Love
- 1973 : The House of 72 Tenants
- 1973 : Hard Man with Guts
- 1973 : La Filleule du dragon noir (Dragon Blows)
- 1973 : Police Woman
- 1973 : Smoke in His Eye
- 1974 : Chinese Godfather
- 1974 : Lucky, Lucky
- 1974 : The Fool and His Money
- 1974 : The Looks of Hong Kong
- 1974 : Sinful Confession
- 1974 : Supremo
- 1974 : Empress Dowager's Agate Vase
- 1974 : Falling Snow Flakes
- 1974 : Kidnap
- 1974 : Tornado of Pearl River
- 1974 : Martial Arts
- 1974 : The Golden Lotus
- 1974 : Niu Spacious Yard
- 1974 : The Country Bumpkin
- 1974 : The Virgin Mart
- 1975 : Gambling Syndicate
- 1975 : Forbidden Tales of Two Cities
- 1975 : Pray for Love
- 1975 : That's Adultery!
- 1975 : Little Superman
- 1975 : Les Jeunes Dragons
- 1975 : Unforgetable Heroine
- 1975 : The Gangster Match-Maker
- 1975 : A Debt of Crime
- 1975 : Misty Drizzle
- 1975 : The Fantastic Magic Baby
- 1975 : Picking the Star
- 1975 : Female Fugitive
- 1976 : Born Rich
- 1976 : The Prodigal Son
- 1976 : Brotherhood
- 1976 : Wrong Side of the Track
- 1976 : The Condemned
- 1976 : Boxer Rebellion
- 1976 : Love of Strange Talk
- 1976 : Crazy Sex
- 1976 : Super Dragon
- 1976 : The Little Ancestors
- 1977 : Golden Nun
- 1977 : Taipei 77
- 1977 : The Lost Swordship
- 1977 : Moods of Love
- 1977 : Le Rêve dans le pavillon rouge
- 1977 : Shaolin Iron Finger
- 1977 : Tiger Love
- 1977 : Orthodox Chinese Kung Fu
- 1977 : Layout
- 1977 : The Deadly Silver Spear
- 1978 : Lung Wei Village
- 1978 : The Master and the Kid
- 1978 : Three Shaolin Musketeers
- 1978 : The Green Jade Statuette
- 1978 : The Demons in the Flame Mountain
- 1979 : The Ghost Story
- 1979 : The Dream Sword
- 1979 : Touch of Fairlady
- 1979 : The Scandalous Warlord
- 1979 : Snake Shadow, Lama Fist
- 1979 : Dreaming Fists with Slender Hands
- 1979 : Hero of the Time
- 1979 : Shao-Lin Red Master
- 1980 : Tu Bao Zi Da Tong Guan
- 1980 : The Lost Kung Fu Secrets
- 1982 : Strange Skill
- 1982 : The Tycoon
- 1984 : Mr. Virgin
- 1984 : The Big Sting
- 1985 : Wu Nu
- 1986 : The Heroic Pioneers
- 1986 : The Sunset in Geneva
- 1988 : In the Blood
- 1988 : Moon, Star, Sun
- 1992 : The Demon Wet Nurse
- 1993 : Far Far Place